# Mark Sloan
Mark Sloan − fikcyjna postać serialu Chirurdzy, stacji ABC, odgrywany przez Erica Dane’a, a stworzony przez Shondę Rhimes.

## Opis postaci
Mark Sloan, chirurg plastyczny, laryngolog, był najlepszym przyjacielem Dereka Shepherda, którego matka w pewnym sensie wychowała go, ponieważ jego rodzice nigdy się nim nie interesowali. Pewnego razu Derek nakrył go w łóżku, ze swoją (ówczesną) żoną – Addison. Po odejściu Dereka, Mark i Addison mieszkali ze sobą przez kilka miesięcy. Addison była nawet w ciąży z Markiem, lecz usunęła ją. Po jakimś czasie Mark przeprowadził się z Nowego Jorku do Seattle (gdzie obecnie mieszka Derek) i zatrudnił się w szpitalu Seattle Grace Hospital. Nazywają go „Męską dziwką” ponieważ podrywa prawie każdą dziewczynę. Jego inny pseudonim to McSteamy.
W 5. sezonie zaczyna spotykać się z Lexie Grey, za co dostaje od Dereka w twarz. Potem jednak panowie godzą się.
W 6. sezonie do SGH przyjeżdża 18-letnia Sloane Riley, która okazuje się być córką Marka. Sloan stara się zająć swoją córką (która wkrótce sama zostanie matką) i przez to oddala się od Lexie, co skutkuje ich rozstaniem. Potem, Mark umawia się na randki z Teddy Altman, jednak wciąż tęskni za Lexie i mówi jej to w finale sezonu szóstego.
W siódmym sezonie obserwuje on dokładnie Lexie, gdyż się o nią boi. Ponadto zdaje sobie sprawę, że kocha małą Grey, więc na siłę próbuje się z nią umówić. W końcu dziewczyna zgadza się. Pod koniec spotkania para całuje się. W późniejszym czasie Mark dowiaduje się, że zostanie ojcem dziecka Calliope Torres, przez co Lexie rzuca go. Krótko potem Callie ma wypadek samochodowy i jej życie jest zagrożone. Mark bardzo to przeżywa. Po wielu operacjach Callie rodzi córkę Sloana – Sofię Robbin Sloan Torres. W finale siódmego sezonu, Mark mówi Jacksonowi, że oddaje mu Lexie, i że nie będzie się wtrącał w ich związek.
W ósmym sezonie Mark uczy się być ojcem małej Sofii i przeżywa w związku z tym zabawne perypetie. W końcu zaczyna umawiać się na randki z Julie, okulistką oraz staje się nauczycielem i mentorem Jacksona Avery’ego, z którym się zaprzyjaźnia. W 22 odcinku Mała Grey w końcu zbiera się na odwagę i mówi Sloanowi, że go kocha i zawsze kochała. W finale sezonu dochodzi do katastrofy lotniczej w której ginie Lexie. Przed śmiercią Mark trzyma ją za rękę, wyznaje miłość i próbuje uratować, jednak sam ma poważne obrażenia wewnętrzne.
W pierwszym odcinku dziewiątego sezonu zostaje odłączony od respiratora zgodnie ze swoją ostatnią wolą i umiera. Przed śmiercią dużo rozmawia z Averym i mówi Julie, że kochał Lexie. Do końca przy jego łóżku siedzą Callie i Derek.